# Seegräben
Seegräben (gzu. Seegrebe) – miejscowość i gmina (Politische Gemeinde) w północnej Szwajcarii, w kantonie Zurych, w okręgu (Bezirk) Hinwil. Leży nad jeziorem Pfäffikersee.

## Demografia
W Seegräben mieszkają 1422 osoby. W 2021 roku 14,6% populacji gminy stanowiły osoby urodzone poza Szwajcarią.

## Transport
Przez teren gminy przebiega droga główna nr 340.